# منطقه حفاظت‌شده میان‌جنگل
منطقهٔ حفاظت شده میان‌جنگل در شهرستان‌ فسا در استان فارس واقع است.
در این منطقه حفاظت شده، دامنه‌های شمالی کوه میان جنگل و بخشی از منطقهٔ شکار ممنوع آن در فسا برای ایجاد گردشگاه پیش‌بینی شده‌است.

## موقعیت جغرافیایی
این محدوده در فاصلهٔ ۱۵ کیلومتری جنوب شرقی شهر سروستان و ۵۰ کیلومتری شمال باختری شهر فسا و در کنار جاده اصلی شیراز ـ کرمان قرار دارد.

## ویژگی‌های اکولوژیک
این منطقه پوشیده از درختان جنگلی است که مانند توده‌ای انبوه در دامنهٔ کوه میان جنگل و در دو سوی جاده خودنمایی می‌کنند. گونه‌های بنه و بادام وحشی پوشش غالب درختان جنگلی این گردشگاه را تشکیل می‌دهند. نزدیک بودن محل انتخاب شده به جاده اصلی و وجود سایر راه‌ها باعث شده‌است که ساکنان شهرهای شیراز، ،سروستان، فسا، استهبان نیریز، جهرم و سایر مسافرانی که از، این جاده می‌گذرند، امکان دسترسی راحت‌تری به این گردشگاه داشته باشند.